# Eduard Friedrich Weber
Eduard Friedrich Weber, född 10 mars 1806 i Wittenberg, död 18 maj 1871 i Leipzig, var en tysk anatom och fysiolog. Han var son till Michael Weber och bror till Ernst Heinrich och Wilhelm Eduard Weber. 
Weber studerade i Halle an der Saale, verkade därefter en tid som praktiserande läkare, utnämndes 1836 till prosektor i anatomi vid Leipzigs universitet, där han 1847 kallades till extra ordinarie professor. Tillsammans med brodern Ernst Heinrich upptäckte han 1846 hjärtats hämmande nerver, och tillsammans med brodern Wilhelm Eduard utförde han högst betydande undersökningar över kroppens rörelser: Die Mechanik der menschlichen Gewerkzeuge (1836). Bland de arbeten, som han ensam utförde, kan nämnas hans forskning över musklernas allmänna mekanik (Ueber Muskelbewegung, i Rudolf Wagners "Handwörterbuch der Physiologie", band 3, 1846).